# T.J.リベラ
トーマス・ハビアー・リベラ（Thomas Javier Rivera, 1988年10月27日 - ）は、アメリカ合衆国ニューヨーク州ニューヨーク市ブロンクス区出身のプロ野球選手（内野手）。右投右打。現在は、フリーエージェント（FA）。

## 経歴

### プロ入りとメッツ時代
トロイ大学最終年度の2011年までMLBドラフトでは指名されず、元ニューヨーク・メッツの捕手でウォレス・コミュニティカレッジ時代の恩師であるマッキー・セッサーがリベラをメッツのスカウトに推薦してプロ入りが決まった。契約後、傘下のアパラチアンリーグのルーキー級キングスポート・メッツでプロデビュー。A-級ブルックリン・サイクロンズでもプレーし、2球団合計で42試合に出場して打率.300、1本塁打、19打点、3盗塁を記録した。
2012年はA級サバンナ・サンドナッツとA+級セントルーシー・メッツでプレーし、2球団合計で128試合に出場して打率.320、9本塁打、66打点、11盗塁を記録した。
2013年はA+級セントルーシーでプレーし、125試合に出場して打率.289、2本塁打、51打点、6盗塁を記録した。
2014年はA+級セントルーシーとAA級ビンガムトン・メッツでプレーし、2球団合計で115試合に出場して打率.349、5本塁打、75打点、3盗塁を記録した。
2015年はAA級ビンガムトンとAAA級ラスベガス・フィフティワンズでプレーし、2球団合計で110試合に出場して打率.325、7本塁打、48打点、1盗塁を記録した。
2016年はAAA級ラスベガスで開幕を迎え、8月10日にメジャー契約を結んでアクティブ・ロースター入りした。同日のアリゾナ・ダイヤモンドバックス戦にて「6番・三塁手」で先発出場し、5打数1安打だった。9月13日のワシントン・ナショナルズ戦では10回表に相手守護神のマーク・マランソンからこの試合の決勝点となるメジャー初本塁打を放った。最終的にこの年メジャーでは33試合に出場して打撃成績は打率.333、3本塁打、16打点。守備でもデビッド・ライトやニール・ウォーカーら故障者が多発した内野陣の穴埋めとして終盤は主に二塁手で起用された。
2017年開幕前の2月8日に第4回WBCのプエルトリコ代表に選出された。3月22日の決勝アメリカ合衆国戦に敗戦し、2大会連続で準優勝となった。シーズンでは73試合に出場して打率.290、5本塁打、27打点、1盗塁の成績を残したが、9月にはシーズン終了を待たずにトミー・ジョン手術を受けることになった。
2018年は前年の手術の影響もあり、シーズンをほぼ全休した（マイナーで6試合のみ出場）。
2019年3月9日に自由契約となった。

### メッツ退団後
2019年7月6日に独立リーグ・アトランティックリーグのロングアイランド・ダックスと契約した。8月4日にワシントン・ナショナルズとマイナー契約し、AA級ハリスバーグ・セネターズに配属された。オフの11月4日にFAとなった。
2019年12月13日にフィラデルフィア・フィリーズとマイナー契約を結んだが、2020年5月29日に自由契約となった。
2021年5月10日にアトランティックリーグのロングアイランド・ダックスと契約したが、シーズン開幕前の5月19日にピッツバーグ・パイレーツとマイナー契約を結んだ。8月7日にトレードでフィラデルフィア・フィリーズに移籍した。オフの11月7日にFAとなった。

## 詳細情報

### 年度別打撃成績
| 年 度    | 球 団    | 試 合 | 打 席 | 打 数 | 得 点 | 安 打 | 二 塁 打 | 三 塁 打 | 本 塁 打 | 塁 打 | 打 点 | 盗 塁 | 盗 塁 死 | 犠 打 | 犠 飛 | 四 球 | 敬 遠 | 死 球 | 三 振 | 併 殺 打 | 打 率 | 出 塁 率 | 長 打 率 | O P S |
| -------- | -------- | ----- | ----- | ----- | ----- | ----- | -------- | -------- | -------- | ----- | ----- | ----- | -------- | ----- | ----- | ----- | ----- | ----- | ----- | -------- | ----- | -------- | -------- | ----- |
| 2016     | NYM      | 33    | 113   | 105   | 10    | 35    | 4        | 1        | 3        | 50    | 16    | 0     | 0        | 0     | 4     | 3     | 0     | 1     | 17    | 2        | .333  | .345     | .476     | .821  |
| 2017     | NYM      | 73    | 231   | 214   | 27    | 62    | 13       | 1        | 5        | 92    | 27    | 1     | 0        | 1     | 2     | 9     | 0     | 5     | 32    | 4        | .290  | .330     | .430     | .760  |
| MLB：2年 | MLB：2年 | 106   | 344   | 319   | 37    | 97    | 17       | 2        | 8        | 142   | 43    | 1     | 0        | 1     | 6     | 12    | 0     | 6     | 49    | 6        | .304  | .335     | .445     | .780  |

- 2018年度シーズン終了時

### 年度別守備成績
| 年 度    | 球 団    | 二塁  | 二塁  | 二塁  | 二塁  | 二塁  | 二塁     | 三塁  | 三塁  | 三塁  | 三塁  | 三塁  | 三塁     | 一塁  | 一塁  | 一塁  | 一塁  | 一塁  | 一塁     | 左翼  | 左翼  | 左翼  | 左翼  | 左翼  | 左翼     |
| 年 度    | 球 団    | 試 合 | 刺 殺 | 補 殺 | 失 策 | 併 殺 | 守 備 率 | 試 合 | 刺 殺 | 補 殺 | 失 策 | 併 殺 | 守 備 率 | 試 合 | 刺 殺 | 補 殺 | 失 策 | 併 殺 | 守 備 率 | 試 合 | 刺 殺 | 補 殺 | 失 策 | 併 殺 | 守 備 率 |
| -------- | -------- | ----- | ----- | ----- | ----- | ----- | -------- | ----- | ----- | ----- | ----- | ----- | -------- | ----- | ----- | ----- | ----- | ----- | -------- | ----- | ----- | ----- | ----- | ----- | -------- |
| 2016     | NYM      | 26    | 30    | 48    | 0     | 12    | 1.000    | 9     | 4     | 7     | 3     | 1     | .786     | 1     | 1     | 1     | 0     | 0     | 1.000    | -     | -     | -     | -     | -     | -        |
| 2017     | NYM      | 12    | 18    | 18    | 0     | 2     | 1.000    | 28    | 17    | 45    | 5     | 5     | .925     | 20    | 128   | 12    | 1     | 16    | .993     | 3     | 1     | 0     | 0     | 0     | 1.000    |
| MLB：2年 | MLB：2年 | 38    | 48    | 66    | 0     | 14    | 1.000    | 37    | 21    | 52    | 8     | 6     | .901     | 21    | 129   | 13    | 1     | 16    | .993     | 3     | 1     | 0     | 0     | 0     | 1.000    |

- 2018年度シーズン終了時

### 背番号
- 54（2016年 - 2017年）

### 代表歴
- 2017 ワールド・ベースボール・クラシック・プエルトリコ代表